# Antonio Roque Citadini
Antonio Roque Citadini (Rio Claro, 2 de setembro de 1950) é um jurista e escritor brasileiro, conselheiro do Tribunal de Contas do Estado de São Paulo, conselheiro vitalício do Sport Club Corinthians Paulista. Candidato a presidência do clube, nas eleições indiretas de 25 de agosto.

## Biografia
Filho de Fidelis Citadini e Veronica Volpato Citadini, formou-se bacharel em Ciências Jurídicas e Sociais pela Faculdade de Direito da Universidade de São Paulo, em 1978.
Cursou o primeiro grau no Grupo Escolar Getúlio Vargas no município de Pariquera-Açu, de 1961 a 1967. Frequentou o segundo grau ou ensino médio no Ginásio Estadual de Capão Bonito (1965) Escola Normal Municipal Dona Leonor Mendes de Barros em Capão Bonito, de 1968 a 1970. Formou-se no Curso de Bacharelado em Ciências Jurídicas e Sociais pela Faculdade de Direito da Universidade de São Paulo,  em 1978.
Sua carreira jurídica se iniciou em 1979, quando trabalhou como Consultor Jurídico da Câmara Municipal de São Paulo. Foi Procurador do Movimento Democrático Brasileiro, Advogado credenciado junto ao Tribunal Regional Eleitoral (TRE), de 1979 a 1980.
Enquanto Advogado, trabalhou para o Sindicato dos Condutores de Veículos Rodoviários e Anexos de São Paulo e para o Partido do Movimento Democrático Brasileiro (PMDB), até 1981. Foi Assessor Jurídico da Prefeitura Municipal de Santo André, 1980 a 1983, e da Companhia de Gás de São Paulo – COMGÁS, em 1983. Ainda na COMGÁS, tornou-se, em 1985,  Diretor Administrativo. Na mesma companhia, foi Presidente, de 1987 a 1988. Atuou também como Membro do Conselho de Administração da Companhia Energética de São Paulo (CESP), Eletricidade de São Paulo S/A (Eletropaulo) , Companhia de Gás de São Paulo (COMGÁS), e Companhia Paulista de Força e Luz (CPFL), entre 1987 a 1988.
Em 1988, foi nomeado Conselheiro do Tribunal de Contas do Estado de São Paulo (TCE-SP), exercendo a Presidência deste Tribunal em 1991, 1998, 2007, 2013 e atualmente em 2019.
Citadini é fundador da Associação de Dirigentes de Empresas Públicas de São Paulo (ADEP), tendo sido diretor da Gestão, em 1984/1985. Desde 1980, integra a Associação dos Advogados Trabalhistas de São Paulo. Também é membro da União Brasileira de Escritores de São Paulo e do Sindicato dos Escritores do Estado de São Paulo e exerceu a Presidência da Associação Brasileira de Gás (ABG), entre 1987 e 1988.
Em 2009, foi acusado de receber propina da empreiteira Camargo Corrêa na investigação da Polícia Federal Castelo de Areia. O STJ determinou a suspensão integral da operação por considerar irregular a quebra de sigilo telefônico concedida pela Justiça Federal de São Paulo à PF.
É primo de Léo Cittadini, jogador que atua pelo Athletico Paranaense.

## Esporte
No âmbito do esporte, é associado e conselheiro vitalício do Sport Club Corinthians Paulista, tendo sido eleito para o Conselho Quadrienal no quadriênio 1998/2002 e exerceu a vice-presidência do Clube de 2001 a 2004. Também é Conselheiro do CORI – Conselho de Orientação do Sport Club Corinthians Paulista. Em 2005, disse que era contra a parceria do clube com a empresa de marketing esportivo MSI, dizendo que era um negócio prejudicial ao clube, já que o clube perderia o lado profissional do departamento profissional. Desde a ascensão de Andrés Sanchez à presidência corinthiana, em 2007, Roque se classifica como oposição, e desde então tenta se eleger presidente do clube.
Candidato à presidência do Sport Club Corinthians Paulista, perdeu a eleição, pela chapa de oposição "Pró-Corinthians" nas eleições realizadas no Parque São Jorge, no dia 7 de Fevereiro de 2015. Roque faz parte do conselho que investiga os reais custos das obras da Arena Corinthians.

## Obras
- Lei Orgânica dos Partidos Políticos – Comentários, Notas e Jurisprudência;
- Código Eleitoral Anotado e Comentado;
- A Nova República e os Partidos Políticos";
- O Controle Externo da Administração Pública";
- El Control Externo de la Administración Pública";
- Comentários e Jurisprudência Sobre a Lei de Licitações Públicas";
- O Papel dos Tribunais de Contas na Educação Brasileira";
- O Controle do Tribunal de Contas (em co-autoria);
- PMDB no Poder, A Vitória da Unidade (em co-autoria);
- Parceria Público Privada (em co-autoria);
- NECO, o Primeiro Ídolo;
- Alambrado.